# Elizabeth Sawyer
Elizabeth Sawyer (... – Tyburn, 19 aprile 1621) è stata una presunta strega inglese.

## Biografia
Elizabeth Sawyer era una donna povera e possibilmente deforme che viveva nel villaggio di Edmonton, vicino a Londra, che si manteneva chiedendo la carità ai suoi vicini e concittadini. Il 14 aprile 1621 fu portata a processo all'Old Bailey di Londra con l'accusa di aver spinto al suicidio la vicina Agnes Ratcliffe e di aver eseguito incantesimi di magia nera (maleficia) per uccidere dei bambini e del bestiame. Il verdetto, stabilito dalla giuria come in tutti i processi inglesi di stregoneria, trovò la Sawyer colpevole di aver causato la morte della signora Ratcliffe, ma non degli altri capi d'accusa. Al momento della sua condanna a morte, Elizabeth Sawyer si dichiarava ancora innocente e non aveva confessato alcun atto di stregoneria, ma per la legge inglese non era necessaria una confessione per condannare una strega. La donna era stata sottoposta a un esame corporale che aveva rivelato un segno sul corpo riconducibile al cosiddetto "occhio del diavolo", anche se la Sawyer negò di essere a conoscenza di avere tale marchio sul corpo.
Prima che la sentenza fosse messa in pratica, Henry Goodcole, il cappellano della prigione di Newgate, dove la presunta strega era rinchiusa, le estorse una confessione in cui la Sawyer dichiarava di aver chiesto l'aiuto del Diavolo per punire dei vicini che non compravano le scope che vendeva. Il demonio avrebbe quindi spinto la Ratcliffe al suicidio su esplicita richiesta della Sawyer. Il reverendo Goodcole pubblicò il suo interrogatorio della donna nel pamphlet The Wonderful Discoverie of Elizabeth Sawyer a Witch, pubblicato immediatamente dopo la morte della Sawyer; la veridicità del documento è oggi messa in discussione dagli storici e la confessione potrebbe non essere mai stata rilasciata dalla presunta strega.
Elizabeth Sawyer fu strangolata per impiccagione il 19 aprile 1621.

## Nella cultura di massa
Elizabeth Sawyer è la protagonista della tragicommedia di John Ford, Thomas Dekker e William Rowley La strega di Edmonton, scritta e portata in scena pochissimi mesi dopo l'impiccagione della donna. La rapidità con cui il fatto di cronaca fu adattato per le scene potrebbe suggerire che all'epoca ci fosse un grande interesse generale per la storia della Sawyer, anche se le streghe non sono rare nel teatro giacobita, visto il grande interesse di Giacomo I d'Inghilterra per l'argomento. È importante notare che nell'opera Elizabeth Sawyer viene messa in scena con una certa simpatia e rappresentata come una donna che ha commesso azioni orribili a causa dei soprusi e delle violenze che la società riservava alle donne anziane, sole ed emarginate.